# بابل (آلبوم وسپ)
| بررسی انتقادی | بررسی انتقادی |
| منبع          | رتبه‌بندی      |
| ------------- | ------------- |
| آل‌میوزیک      | 3.5/5 ستاره   |
| Fangoria      | 3/4 ستاره     |
| Kerrang!      | (2/5)         |
| Sleaze Roxx   | 4/5 ستاره     |

«بابل» آلبومی از وسپ است که در سال ۲۰۰۹ میلادی منتشر شد.